# Liste des chefs du gouvernement du Togo
Cet article dresse la liste des Premiers ministres et présidents du Conseil du Togo depuis l'autonomie accordée par la France en 1956 puis l'indépendance en 1960.

## Liste des titulaires

### Togo français
| N° | Portrait          | Titulaire (Naissance-mort)    | Mandat            | Mandat        | Mandat                    | Parti politique | Parti politique | Président |
| N° | Portrait          | Titulaire (Naissance-mort)    | Début             | Fin           | Durée                     | Parti politique | Parti politique | Président |
| -- | ----------------- | ----------------------------- | ----------------- | ------------- | ------------------------- | --------------- | --------------- | --------- |
| 1  | Nicolas Grunitzky | Nicolas Grunitzky (1913-1969) | 10 septembre 1956 | 16 mai 1958   | 1 an, 8 mois et 6 jours   |                 | PTP             | René Coty |
| 2  | Sylvanus Olympio  | Sylvanus Olympio (1902-1963)  | 16 mai 1958       | 27 avril 1960 | 1 an, 11 mois et 11 jours |                 | CUT             | René Coty |

### République togolaise
| N°                                               | Portrait               | Titulaire (Naissance-mort)           | Mandat            | Mandat            | Mandat                     | Parti politique | Parti politique | Président                                                  |
| N°                                               | Portrait               | Titulaire (Naissance-mort)           | Début             | Fin               | Durée                      | Parti politique | Parti politique | Président                                                  |
| ------------------------------------------------ | ---------------------- | ------------------------------------ | ----------------- | ----------------- | -------------------------- | --------------- | --------------- | ---------------------------------------------------------- |
| Premier ministre                                 |                        |                                      |                   |                   |                            |                 |                 |                                                            |
| 2                                                | Sylvanus Olympio       | Sylvanus Olympio (1902-1963)         | 27 avril 1960     | 12 avril 1961     | 11 mois et 16 jours        |                 | CUT             | Sylvanus Olympio                                           |
| Fonction abolie du 12 avril 1961 au 27 août 1991 |                        |                                      |                   |                   |                            |                 |                 |                                                            |
| 3                                                | Joseph Kokou Koffigoh  | Joseph Kokou Koffigoh (né en 1948)   | 27 août 1991      | 23 avril 1994     | 2 ans, 7 mois et 26 jours  |                 | CFN             | Gnassingbé Eyadéma                                         |
| 4                                                | Edem Kodjo             | Edem Kodjo (1938-2020)               | 23 avril 1994     | 20 août 1996      | 2 ans, 3 mois et 29 jours  |                 | UTD             | Gnassingbé Eyadéma                                         |
| 5                                                | Kwassi Klutsè          | Kwassi Klutsè (né en 1945)           | 20 août 1996      | 21 mai 1999       | 2 ans, 9 mois et 1 jour    |                 | RPT             | Gnassingbé Eyadéma                                         |
| 6                                                | Eugène Koffi Adoboli   | Eugène Koffi Adoboli (1934-2025)     | 21 mai 1999       | 31 août 2000      | 1 an, 3 mois et 10 jours   |                 | RPT             | Gnassingbé Eyadéma                                         |
| 7                                                | Agbéyomé Kodjo         | Agbéyomé Kodjo (1954-2024)           | 31 août 2000      | 29 juin 2002      | 1 an, 9 mois et 29 jours   |                 | RPT             | Gnassingbé Eyadéma                                         |
| 8                                                | Koffi Sama             | Koffi Sama (né en 1944)              | 29 juin 2002      | 9 juin 2005       | 2 ans, 11 mois et 11 jours |                 | RPT             | Gnassingbé Eyadéma Faure Gnassingbé Abbas Bonfoh (intérim) |
| (4)                                              | Edem Kodjo             | Edem Kodjo (1938-2020)               | 9 juin 2005       | 20 septembre 2006 | 1 an, 3 mois et 11 jours   |                 | CPP             | Faure Gnassingbé                                           |
| 9                                                | Yawovi Agboyibo        | Yawovi Agboyibo (1943-2020)          | 20 septembre 2006 | 6 décembre 2007   | 1 an, 2 mois et 16 jours   |                 | CAR             | Faure Gnassingbé                                           |
| 10                                               | Komlan Mally           | Komlan Mally (né en 1960)            | 6 décembre 2007   | 8 septembre 2008  | 9 mois et 2 jours          |                 | RPT             | Faure Gnassingbé                                           |
| 11                                               | Gilbert F. Houngbo     | Gilbert F. Houngbo (né en 1961)      | 8 septembre 2008  | 19 juillet 2012   | 3 ans, 10 mois et 11 jours |                 | Indépendant     | Faure Gnassingbé                                           |
| 12                                               | Arthème Ahoomey-Zunu   | Arthème Ahoomey-Zunu (né en 1958)    | 19 juillet 2012   | 5 juin 2015       | 2 ans, 10 mois et 17 jours |                 | RPT             | Faure Gnassingbé                                           |
| 13                                               | Komi Sélom Klassou     | Komi Sélom Klassou (né en 1960)      | 5 juin 2015       | 28 septembre 2020 | 5 ans, 3 mois et 23 jours  |                 | UNIR            | Faure Gnassingbé                                           |
| 14                                               | Victoire Tomégah-Dogbé | Victoire Tomégah-Dogbé (née en 1958) | 28 septembre 2020 | 3 mai 2025        | 4 ans, 7 mois et 5 jours   |                 | UNIR            | Faure Gnassingbé                                           |
| Président du Conseil                             |                        |                                      |                   |                   |                            |                 |                 |                                                            |
| 15                                               | Faure Gnassingbé       | Faure Gnassingbé (né en 1966)        | 3 mai 2025        | en cours          | 28 jours                   |                 | UNIR            |                                                            |